# Giuditta Tavani Arquati

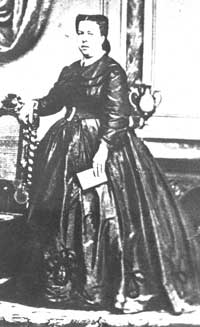
Giuditta Tavani Arquati

Giuditta Tavani Arquati (geboren 30. April 1830 in Rom, Kirchenstaat; gestorben 25. Oktober 1867 ebenda) war eine italienische Revolutionärin, die im Risorgimento für einen republikanischen Staat eintrat und von päpstlichen Truppen des Kirchenstaates getötet wurde.

## Leben

### Jugend
Giuditta Tavani wurde im Krankenhaus der Barmherzigen Brüder auf der römischen Tiberinsel geboren und in der Kirche von San Bartolomeo all’Isola getauft. Sie war die Tochter von Adelaide Mambor und Giustino Tavani, einem Textilhändler und Anhänger Giuseppe Mazzinis. Giuditta wuchs so in einem Umfeld auf, das ihr weltliche und republikanische Grundsätze vermittelte.
Sie heiratete am 22. Juli 1844, in der römischen Pfarrei San Crisogono den republikanisch Gleichgesinnten Francesco Arquati (1810–1867), den sie im Textillager ihres Vaters kennengelernt hatte. Francesco Arquatis Familie besaß Ländereien und Vieh und hatte sich auf die Produktion und den Handel mit Wolle spezialisiert.

### Römische Republik 1849
Francesco und Giuditta beteiligten sich gemeinsam an der Verteidigung der Römischen Republik, die 1849 jedoch nach der Intervention französischer und spanischer Truppen aufgelöst wurde und dem Kirchenstaat anheimfiel. Daraufhin flohen sie mit Giuseppe Garibaldi in die Romagna und dann ins Latium nach Subiaco. 1865 kehrten sie heimlich nach Rom zurück. Dort fanden sie Unterschlupf in der Wollspinnerei von Giulio Ajani (1835–1890) in Trastevere.
Auch Giustino Tavani, Giudittas Vater, war an der Verteidigung der Römischen Republik beteiligt, wurde gefangen genommen und verbüßte eine lange Haftstrafe in den päpstlichen Gefängnissen. Nach seiner Freilassung zog er mit seiner Familie ins venezianische Exil.

### Kampf in der Wollspinnerei Ajani 1867

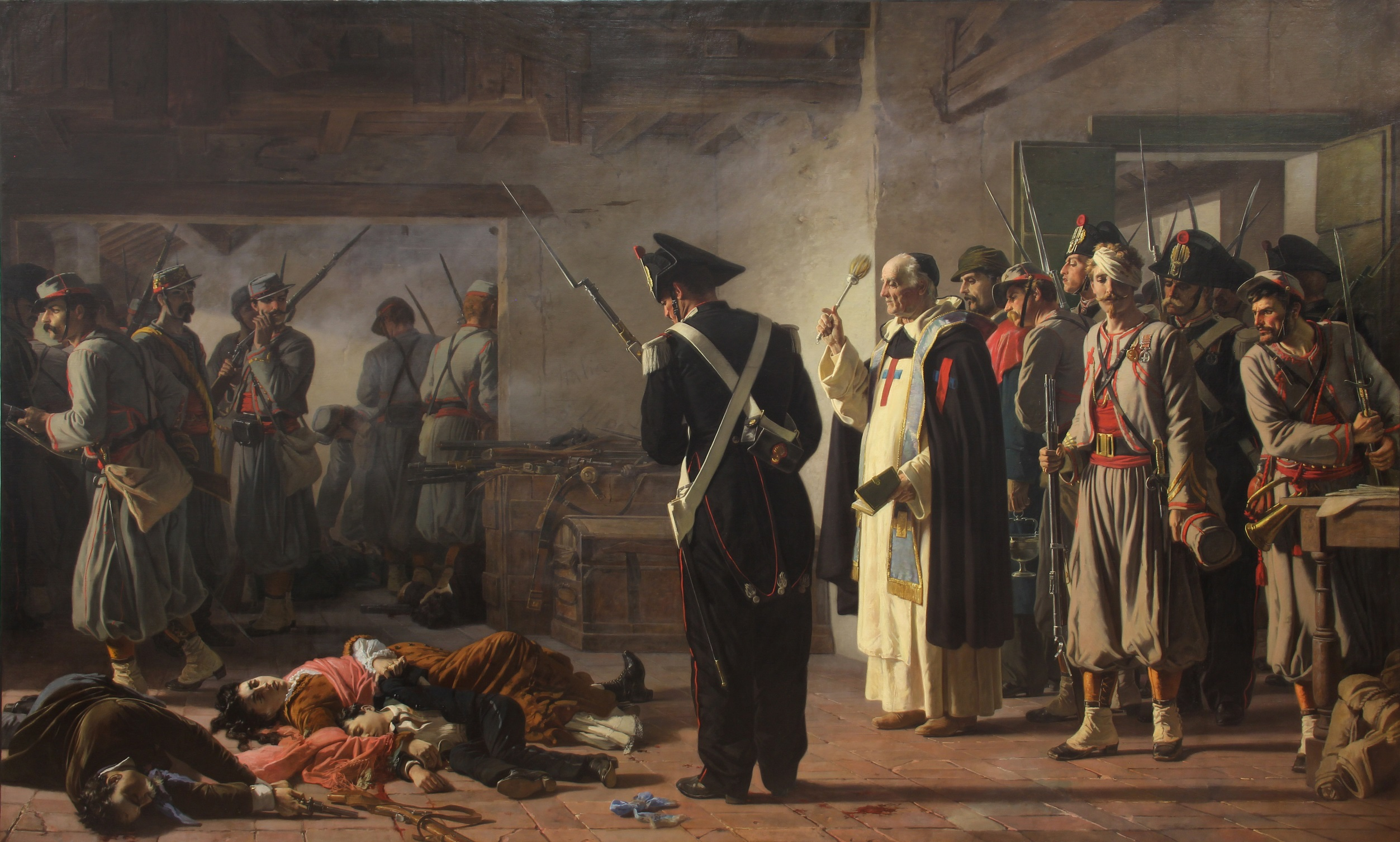
Carlo Ademollo: Eccidio del lanificio Aiani (1880), Museo del Risorgimento in Mailand

In Rom und im Latium hatten sich republikanische Aufständische im Centro zusammengefunden, die Garibaldis Programm umsetzen wollten, mit gezielten Aktionen einen Aufstand zu entfachen, um Papst Pius IX. zu stürzen und den Kirchenstaat in republikanische Hände zu legen. Die gemäßigten Kräfte des Comitato nazionale romano wollten bis zum Frühjahr 1867 nichts  von einem Aufstand wissen, ließen sich jedoch im Laufe des Jahres von einer Zusammenarbeit überzeugen. So schlossen sich Centro und Comitato nazionale romano zur Giunta nazionale romana zusammen. Im September erteilte Garibaldi von Florenz aus den Leutnants seines Freiwilligenheeres, die an den Grenzen des Kirchenstaates stationiert waren, die Anweisung, in einer koordinierten Aktion nach Rom vorzurücken. Die päpstliche Regierung ihrerseits erklärte, dass sie jede Verletzung der päpstlichen Grenzen verhindern würde, und ließ Garibaldi am 24. September verhaften und auf Caprera einsperren. Die Bewegungen der Freiwilligentruppen konnte sie damit jedoch nicht verhindern. Garibaldi entkam am 17. Oktober aus Caprera, schloss sich den Freiwilligentruppen am 22. Oktober in Terni an und übernahm das Kommando.
Am 22. Oktober 1867 verübten Giuseppe Monti und Gaetano Tognetti einen Sprengstoffanschlag auf die Serristori-Kaserne, wo die Päpstlichen Zuaven untergebracht waren. Sie beschädigten damit ein Gebäude schwer, töteten 23 Soldaten und 4 Zivilisten.
Am 23. Oktober 1867 landeten etwa siebzig Garibaldini unter der Führung von Giovanni und Enrico Cairoli mit einer Ladung Waffen, die für die römischen Verschwörer bestimmt waren, in der Nähe der Villa Glori im Stadtteil Parioli am Tiber. Sie wurden am nächsten Tag von einer Einheit der Schweizer Garden angegriffen (Gefecht in der Villa Glori), wobei Enrico Cairoli getötet wurde. Es fanden zudem Versuche statt, das Kapitol und andere wichtige Punkte der Stadt zu besetzen und die Gefangenen aus dem Gefängnis von San Michele zu befreien, die jedoch misslangen.
Sowohl Arquati als auch Ajani standen mit dem Centro in Verbindung. Am Morgen des 25. Oktober 1867, demselben Tag, an dem Garibaldi im Rahmen seiner dritten Expedition zur Befreiung Roms Monterotondo einnahm, versammelten sich mehrere Dutzend Patrioten, darunter 25 Römer, in der Via della Lungaretta 97 in den Räumen der Wollspinnerei Ajani. Die Gruppe hatte Munition, Waffen und Sprengstoff gesammelt um Garibaldi zu unterstützen. Auch Giuditta Arquati nahm an der Zusammenkunft teil, zusammen mit ihrem Mann und einem ihrer Söhne. Am selben Tag gegen 12.30 Uhr stürmte eine Patrouille der Päpstlichen Zuaven das Gelände der Wollspinnerei. Die Aufständischen versuchten, den Ansturm mit Schüssen und Bomben abzuwehren. Die päpstlichen Truppen gewannen jedoch bald die Oberhand und schafften es, ins Innere des Gebäudes vorzudringen. Einigen der Verschwörer gelang die Flucht, während andere, darunter Ajani, gefangen genommen wurden. Neun Aufständische wurden getötet, darunter Giuditta Tavani Arquati, ihr Mann und ihr Sohn Antonio.

## Andenken

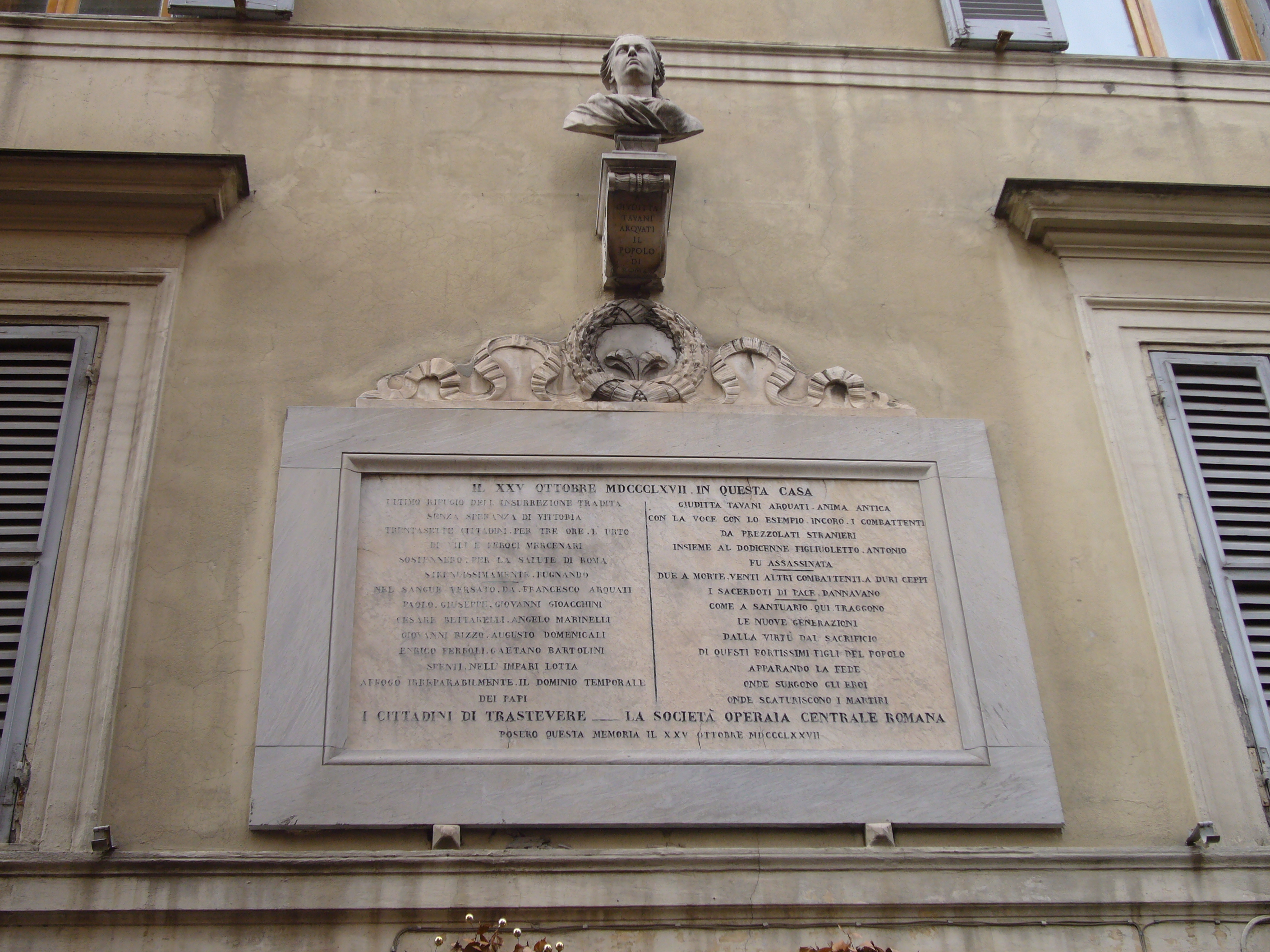
Büste von Giuditta Tavani Arquati und Gedenktafel für die Aufständischen von Trastevere in der Via della Lungaretta, 97

Giuditta Tavani Arquati wurde zu einem Symbol des Kampfes um die Befreiung Roms von der päpstlichen Regierung und lange gedachten die Einwohner von Trastevere sowie republikanische Vereine der Heldin von Trastevere.
Am 9. Februar 1887 wurde die Associazione democratica Giuditta Tavani Arquati (Demokratischer Verein Giuditta Tavani Arquati) gegründet. Der ursprüngliche Name lautete: Associazione dei non elettori del V mandamento (Vereinigung der Nichtwähler des 5. Wahlbezirks). Der 5. Wahlbezirk bestand aus den Rioni Borgo und Trastevere. Die Gründungsmitglieder bezeichneten sich als Nichtwähler, weil sie arm und eingefleischte Republikaner waren, später wurde die Vereinigung umbenannt nach der Heldin von Trastevere. Die Vereinigung wurde 1925 durch den Faschismus aufgelöst und nach der Befreiung vom Faschismus neu gegründet.
Dank der Bemühungen des Vereins und anderer Institutionen wurde am 1. November 1909 die Piazza Romana, die sich in der Nähe der Wollspinnerei in der Via della Lungaretta befand, in Piazza Giuditta Tavani Arquati umbenannt. Trastevere erinnert an die römischen Rebellen mit einer Gedenktafel, die am Haus der ehemaligen Wollspinnerei Ajani angebracht ist. 
Die Episode des Gefechts in der Wollspinnerei Ajani wird in Luigi Magnis Film In nome del Papa Re, in Alfredo Giannettis Film Correva l’anno di grazia 1870 und in Luca Manfredis Film L’ultimo papa re nacherzählt.
Der Leichnam von Giuditta Tavani Arquati ruht in einem Tumulus auf dem Hügel über dem Beinhaus des Friedhofs von Verano in Rom.